# Johnston County (North Carolina)
Johnston County ist ein County im Bundesstaat North Carolina der Vereinigten Staaten. Im Jahr 2000 hatte das County 121.965 Einwohner und eine Bevölkerungsdichte von 59 Einwohnern pro Quadratkilometer. Der Verwaltungssitz (County Seat) ist Smithfield, das nach John Smith benannt wurde, der das Land zur Gründung der Stadt stiftete.

## Geographie
Das County liegt östlich des geographischen Zentrums von North Carolina und hat eine Fläche von 2061 Quadratkilometern, wovon 10 Quadratkilometer Wasserfläche sind. Es grenzt im Uhrzeigersinn an folgende Countys: Nash County, Wilson County, Wayne County, Sampson County, Harnett County und Wake County.
Johnston County ist in 17 Townships aufgeteilt: Banner, Bentonville, Beulah, Boon Hill, Clayton, Cleveland, Elevation, Ingrams, Meadow, Micro, O’Neals, Pine Level, Pleasant Grove, Selma, Smithfield, Wilders und Wilson Mills.

## Geschichte
Johnston County wurde 1746 aus Teilen des Craven County gebildet. Benannt wurde es nach Gabriel Johnston, dem Gouverneur von North Carolina von 1734 bis 1752.

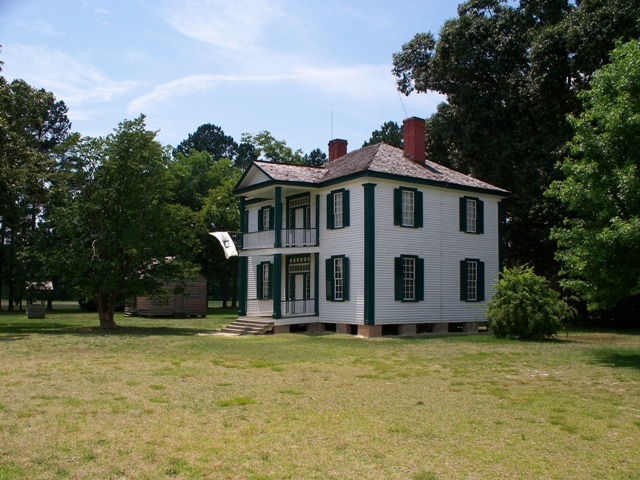
Das Harper House (2009) auf dem Bentonville Battlefield. Das Haus ist einer von 35 Einträgen des Countys im National Register of Historic Places.

Im County liegt eine National Historic Landmark, das Bentonville Battlefield, wo die Schlacht bei Bentonville stattfand. 35 Bauwerke und Stätten des Countys sind insgesamt im National Register of Historic Places eingetragen (Stand 3. März 2018).

## Demografische Daten
Nach der Volkszählung im Jahr 2000 lebten im Johnston County 121.965 Menschen. Davon wohnten 1.717 Personen in Sammelunterkünften, die anderen Einwohner lebten in 46.595 Haushalten und 33.688 Familien. Die Bevölkerungsdichte betrug 59 Einwohner pro Quadratkilometer. Ethnisch betrachtet setzte sich die Bevölkerung zusammen aus 78,09 Prozent Weißen, 15,65 Prozent Afroamerikanern, 0,41 Prozent amerikanischen Ureinwohnern, 0,30 Prozent Asiaten, 0,04 Prozent Bewohnern aus dem pazifischen Inselraum und 4,53 Prozent aus anderen ethnischen Gruppen; 0,99 Prozent stammten von zwei oder mehr Ethnien ab. 7,74 Prozent der Bevölkerung waren spanischer oder lateinamerikanischer Abstammung.
Von den 46.595 Haushalten hatten 35,4 Prozent Kinder unter 18 Jahren, die bei ihnen lebten. 57,8 Prozent davon waren verheiratete, zusammenlebende Paare, 10,6 Prozent waren allein erziehende Mütter und 27,7 Prozent waren keine Familien. 23,1 Prozent waren Singlehaushalte und in 8,6 Prozent lebten Menschen mit 65 Jahren oder älter. Die Durchschnittshaushaltsgröße betrug 2,58 und die durchschnittliche Familiengröße war 3,02 Personen.
26,1 Prozent der Bevölkerung waren unter 18 Jahre alt. 8,1 Prozent zwischen 18 und 24 Jahre, 34,2 Prozent zwischen 25 und 44 Jahre, 21,7 Prozent zwischen 45 und 64, und 9,8 Prozent waren 65 Jahre alt oder Älter. Das Durchschnittsalter betrug 34 Jahre. Auf alle weibliche Personen kamen 98,7 männliche Personen. Auf alle Frauen im Alter von 18 Jahren oder darüber kamen 96,3 Männer.
Das jährliche Durchschnittseinkommen eines Haushalts betrug 40.872 US-$ und das jährliche Durchschnittseinkommen einer Familie betrug 48.599 $. Männer hatten ein durchschnittliches Einkommen von 33.008 $, Frauen 25.582 $. Das Prokopfeinkommen betrug 18.788 $. 12,8 Prozent der Bevölkerung und 8,9 Prozent der Familien lebten unterhalb der Armutsgrenze. Darunter waren 16,0 Prozent der Kinder und Jugendlichen unter 18 Jahren und 19,4 Prozent der Personen ab 65 Jahren.